# Алекс Росс Перрі
Алекс Росс Перрі (англ. Alex Ross Perry; нар. 14 липня 1984, Брін-Мор,  штат Пенсільванія, США) — американський кінорежисер, сценарист і кіноактор.

## Біографія
У липні 2016 року входив до складу журі Міжнародного конкурсу на 7-му Одеському міжнародному кінофестивалі, де також отримав почесного «Золотого Дюка» за внесок у кіномистецтво.

## Фільмографія
| Рік      | Назва                           | Режисер | Сценарист | Продюсер | Монтажер | Актор | Роль              |
| -------- | ------------------------------- | ------- | --------- | -------- | -------- | ----- | ----------------- |
| 2009     | Impolex                         | Так     | Так       | Так      | Так      |       |                   |
| 2010     | Крихітні меблі                  |         |           |          |          | Так   |                   |
| 2011     | Коло кольорів                   | Так     | Так       | Так      | Так      | Так   | Колін             |
| 2011     | Щасливе життя                   |         |           |          |          | Так   | Дональд           |
| 2011     | Галявина                        |         |           |          |          | Так   |                   |
| 2012     | Хтось там нагорі любить мене    |         |           |          |          | Так   |                   |
| 2013     | Шостий рік                      | Так     | Так       |          | Так      |       |                   |
| 2014     | Послухай, Філіпе                | Так     | Так       |          |          |       |                   |
| 2015     | 7 китайських братів             |         |           |          |          | Так   |                   |
| 2015     | Королева Землі                  | Так     | Так       | Так      |          |       |                   |
| 2015     | Місто диявола                   |         |           |          |          | Так   | Детектив Голдберг |
| 2016     | Джоші                           |         |           |          |          | Так   | Адам              |
| Невідомо | Безіменний фільм про Вінні-Пуха | Так     | Так       |          |          |       |                   |